# L'ultimo sogno (film 1947)
L'ultimo sogno è un film del 1947 diretto da Marcello Albani.

## Produzione
Girato a Budrio nel 1944 durante la RSI nell'ambito del cosiddetto Cinevillaggio, struttura di produzione cinematografica della Repubblica di Salò, sorta in alternativa a Cinecittà, all'epoca abbandonata a causa dei contingenti eventi bellici.
Il titolo provvisorio di lavorazione del film era Manuelita.

## Distribuzione
Come molte altre pellicole realizzate durante la RSI, anche questa ebbe distribuzione solo alla fine della seconda guerra mondiale, nel 1947, con il doppiaggio effettuato a Roma.
È stato trasmesso in televisione per la prima volta la notte del 12 giugno 2025, su Rete 4.